# Varennes-Saint-Honorat
 Varennes-Saint-Honorat  es una población y comuna francesa, situada en la región de Auvernia, departamento de Alto Loira, en el distrito de Le Puy-en-Velay y cantón de Allègre.

## Demografía
| 110 | 90 | 64 | 46 | 46 | 39 |
| Para los censos de 1962 a 1999 la población legal corresponde a la población sin duplicidades (Fuente: INSEE [Consultar]) |    |    |    |    |    |